# Llanishen
El Llanishen va ser un vaixell de vapor de càrrega gal·lès construït l'any 1901. Al 1917 va ser torpedinat per un submarí alemany durant la Primera Guerra Mundial i posteriorment encallat a la costa mediterrània espanyola. Les seves restes, essencialment el casc del vaixell, es troben al cap d'es Caials a la badia d'Oliguera, a Cadaqués.

## Història
El Llanishen es va construir el 1901 a la drassana Richardson, Duck & Company. El propietari del vaixell era l'empresa naviliera Evan Thomas Radcliffe, amb seu a Cardiff, que utilitzava mercaderies per transportar carbó des del nord d'Anglaterra i Gal·les fins a la Mediterrània i les regions del Mar Negre a principis del segle xx.
El Llanishen va ser torpedinat pel submarí alemany U 33 el 9 d'agost de 1917 en un viatge sense càrrega des de Savona (Itàlia) fins a Melilla (Espanya). La tripulació va poder salvar-se gràcies a les embarcacions d'emergència i van arribar a les costes catalanes de Portbou i Port-Vendres, mentre el Llanishen continuava a la deriva, fins que encallà al cap d'es Caials a Cadaqués.
Fins a la dècada de 1950, es va intentar reiteradament enfonsar les restes del Llanishen. Les explosions amb dinamita i anys d'exposició a tempestes i a la corrosió han causat que només es conservi, greument danyat, el casc del vaixell, que avui es troba a 20/25 m de profunditat.

## Escull artificial
El Llanishen és ara un punt d'interès entre bussejadors. Es troba a la badia de la Punta de s'Oliguera, un dels pocs llocs d'immersió del Parc Natural del Cap de Creus que es pot entrar des de terra (posició 42° 17 ′ 3,2 ″ N, 3 ° 17 ′ 57,1 ″ O).
En ser un punt amb poca corrent i amb no gaire profunditat, també es d'interès per a bussejadors principiants o amb finalitats d'entrenament.
Les restes del Llanishen fan d'escull artificial i ofereixen refugi i protecció a la fauna i flora de la zona.